# Concealer

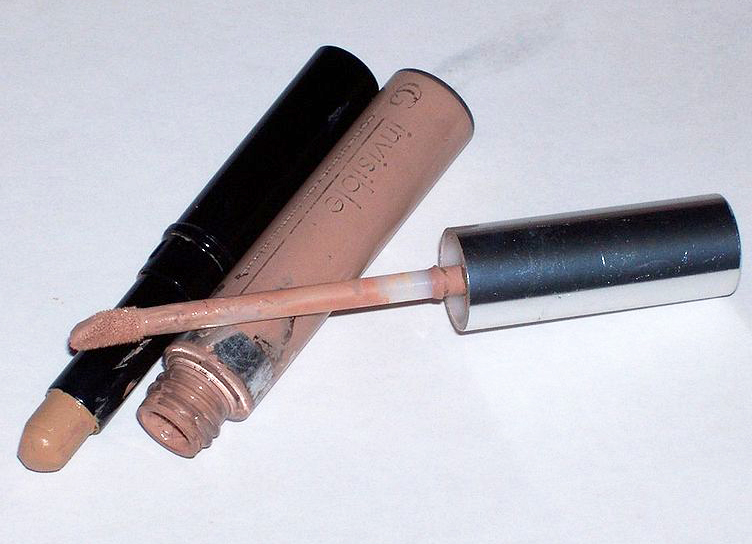
Verschillende soorten concealers

Een concealer is een cosmeticaproduct dat bedoeld is om puistjes, kleine huidoneffenheden en donkere kringen te camoufleren . Er bestaan concealers in vloeibare en in vaste vorm. Aanbrengen kan door middel van een kwast, de vingers of een beautyblender. Het verschil met een foundation is dat een concealer meestal sterker gekleurd is, en voor kleinere oppervlakken gebruikt wordt. De concealer wordt vaak voor de foundation aangebracht, maar kan ook alleen gebruikt worden. De eerste concealer die commercieel verkrijgbaar was, was de erace van Max Factor. Deze werd gelanceerd in 1938.
Concealers bestaan in verschillende kleuren. Sommige kleuren imiteren de natuurlijke huidskleuren, deze worden vooral gebruikt tegen puistjes en andere oneffenheden. Andere kleuren contrasteren juist met de oneffenheid die ze proberen te verbergen. Zo helpt een groene concealer tegen rode vlekjes, roze tegen donkere kringen, en geel of oranje tegen blauwe plekken.